# Мартін Йоргенсен
Мартін Йоргенсен (дан. Martin Jørgensen, нар. 6 жовтня 1975, Орхус) — данський футболіст, півзахисник клубу «Орхус».
Насамперед відомий виступами за клуби «Орхус», «Удінезе» та «Фіорентина», а також національну збірну Данії. Єдиний гравець в історії збірної Данії, який у її складі брав участь у фінальних частинах трьох розіграшів Кубка світу.
Володар Кубка Інтертото.

## Клубна кар'єра
Вихованець футбольної школи клубу «Орхус». Дорослу футбольну кар'єру розпочав 1993 року в основній команді того ж клубу, в якій провів чотири сезони, взявши участь у 82 матчах чемпіонату.  Більшість часу, проведеного у складі «Орхуса», був основним гравцем команди.
Своєю грою за цю команду привернув увагу представників тренерського штабу клубу «Удінезе», до складу якого приєднався 1997 року. Відіграв за команду з Удіне наступні сім сезонів своєї ігрової кар'єри. Граючи у складі «Удінезе» також здебільшого виходив на поле в основному складі команди. За цей час виборов титул володаря Кубка Інтертото.
2004 року уклав контракт з клубом «Фіорентина», у складі якого провів наступні шість років своєї кар'єри гравця. Тренерським штабом нового клубу також розглядався як гравець «основи».
До складу клубу «Орхус» повернувся 2010 року. Наразі встиг відіграти за команду з Орхуса понад 50 матчів в національному чемпіонаті.

## Виступи за збірні
1991 року дебютував у складі юнацької збірної Данії, взяв участь у 23 іграх на юнацькому рівні, відзначившись 4 забитими голами.
Протягом 1994–1997 років залучався до складу молодіжної збірної Данії. На молодіжному рівні зіграв у 31 офіційному матчі, забив 9 голів.
1998 року дебютував в офіційних матчах у складі національної збірної Данії. Наразі провів у формі головної команди країни 102 матчі, забивши 12 голів.
У складі збірної був учасником чемпіонату світу 1998 року у Франції, чемпіонату Європи 2000 року у Бельгії та Нідерландах, чемпіонату світу 2002 року в Японії і Південній Кореї, чемпіонату Європи 2004 року у Португалії а також чемпіонату світу 2010 року у ПАР.

## Титули і досягнення
- Володар Кубка Інтертото (1):

«Удінезе»:  2000